# Talang Donok (Bang Haji)
Talang Donok is een bestuurslaag in het regentschap Bengkulu Tengah van de provincie Bengkulu, Indonesië. Talang Donok telt 702 inwoners (volkstelling 2010).